# Hugh L. White

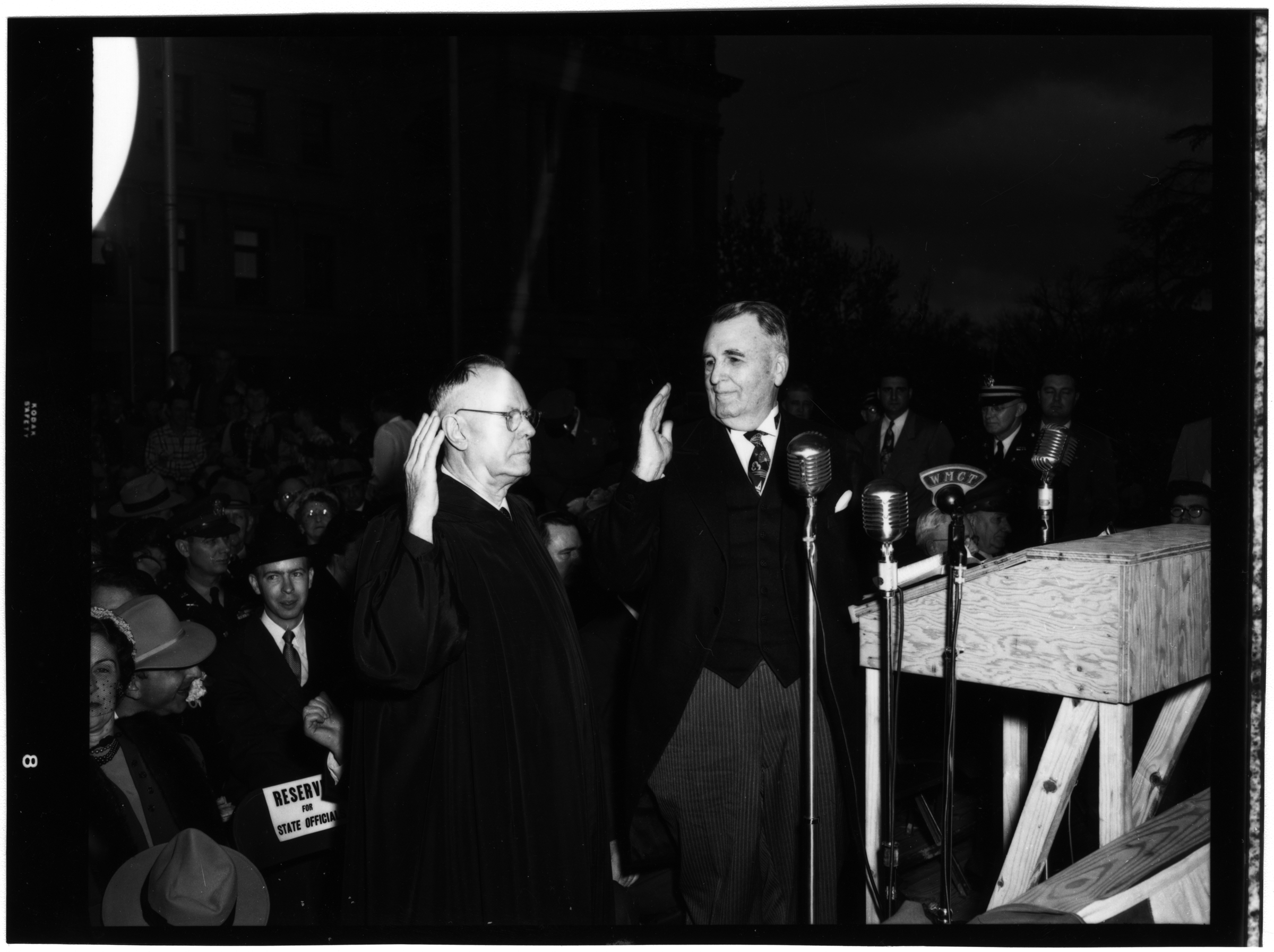
Hugh L. White (rechts) bei seiner Vereidigung 1952

Hugh Lawson White (* 19. August 1881 in McComb, Mississippi; † 20. September 1965 ebenda) war ein US-amerikanischer Politiker und von 1936 bis 1940 sowie zwischen 1952 und 1956 Gouverneur des Bundesstaates Mississippi.

## Frühe Jahre und politischer Aufstieg
Hugh White besuchte bis 1898 das Soule’s Business College und studierte danach an der University of Mississippi. Danach begann er eine erfolgreiche Geschäftskarriere, bei der er zu einem sehr reichen Mann wurde. Er wurde Eigentümer der J.J. White Lumber Company und Mitglied der Demokratischen Partei. Zwischen 1926 und 1936 war er Bürgermeister der Stadt Columbia. Im November 1935 wurde er zum neuen Gouverneur seines Staates gewählt.

## Gouverneur von Mississippi
Hugh White trat sein neues Amt am 26. Januar 1936 an. In seiner vierjährigen ersten Amtszeit, die am 16. Januar 1940 endete, wurden unter anderem das Straßennetz des Staates ausgebaut, die Autobahnpolizei gegründet und ein Programm zur Förderung sowohl der Landwirtschaft als auch der Industrie erstellt. Aufgrund einer Klausel in der Staatsverfassung konnte der Gouverneur 1939 nicht direkt wiedergewählt werden. Zwischen 1944 und 1948 war White Mitglied der Legislative seines Staates. 1948 war er Delegierter zur Democratic National Convention, bei der Präsident Harry S. Truman für eine zweite Amtszeit nominiert wurde.
Im Jahr 1951 wurde Hugh White noch einmal zum Gouverneur seines Staates gewählt. Seine zweite Amtszeit begann am 20. Januar 1952 und endete am 17. Januar 1956. In dieser Zeit wurde die Integration aller Schüler in gemeinsamen Schulen für alle Rassen (Desegregation) ein Hauptthema in den Südstaaten. Die Bundesregierung und der Oberste Gerichtshof hatten die nach Rassen getrennten Schulen für verfassungswidrig erklärt. Gouverneur White war eher ein Gegner dieser Maßnahmen. Er entwickelte einen Plan, nach dem zwar die Schulen der Afroamerikaner verbessert und die Lehrergehälter erhöht werden sollten; die Trennung sollte aber beibehalten werden. Dieser Plan wurde von den Afroamerikanern abgelehnt. Damals kam es auch zu ersten Ausschreitungen in Mississippi.

## Weiterer Lebenslauf
Nach dem Ende seiner Gouverneurszeit zog sich der 73-jährige White aus der Politik zurück. Er starb im September 1965 und wurde in seinem Heimatort McComb beigesetzt. Der Ex-Gouverneur war mit Judith Sugg verheiratet.